# Antonio Alfaro Gironda
Antonio Alfaro Gironda (Yeste, 1893 - Jaén, 1936) fue un abogado y político español que fue diputado provincial en Albacete entre 1919 y 1923 y vicepresidente de la Diputación Provincial de Albacete en 1934. Fue fusilado en septiembre de 1936 por el bando republicano al comienzo de la Guerra Civil.
Fue hermano de Edmundo Alfaro Gironda.

## Historia
Perteneciente a una familia caciquil de Albacete, estudió derecho en Madrid, donde comenzó a conocer las ideas del Partido Republicano Radical de Lerroux. Al pertenecer a una familia con tradición política, en torno a 1915, su abuelo, el diputado Antonio de Alfaro y Jiménez, lo introdujo en la política madrileña, siendo elegido diputado a Cortes por la provincia de Albacete en 1919. 
Estuvo casado con Dña. Carmen de la Parra, nieta del Consejero de Estado y senador vitalicio Escolástico de la Parra y Aguilar.
Al estallar la Guerra Civil, fue arrestado y condenado a muerte en Jaén a los 43 años de edad.